# Estrutura narrativa
A estrutura narrativa é o esqueleto que sustenta uma história, organizando seus elementos-chave de forma a criar uma experiência coesa e significativa para o leitor ou espectador. A estrutura narrativa desempenha um papel fundamental na organização da tensão em uma história, definindo a maneira como a história é organizada, desenvolvida e apresentada ao longo do tempo, incluindo elementos como a introdução de personagens e configuração do cenário, o desenvolvimento do enredo, a construção de conflitos, o clímax e a resolução. Em uma peça ou obra de teatro pode ser chamada de estrutura dramática.

## Definição
A história é uma sequência de eventos, que podem ser verdadeiros ou fictícios, que aparecem em prosa, verso ou roteiro, criados para divertir ou informar um público. A estrutura narrativa é uma forma de organizar os elementos da história em uma sequência reconhecível, influenciando a forma como o cérebro organiza as informações. As estruturas das histórias podem variar de cultura para cultura e ao longo da história. A mesma estrutura narrativa pode mudar ao longo do tempo, conforme a cultura também muda.

## Variações

### Estrutura de três atos
A estrutura de três atos é uma estrutura comum no cinema clássico e em outras formas narrativas do Ocidente ou a ele associadas. Ela é atribuída a Aristóteles, que originalmente concebeu o modelo canônico como consistindo de um início, um meio e um fim. O primeiro ato começa com a configuração, em que todos os personagens principais e suas situações básicas são apresentados, bem como o cenário. Ele contém o nível primário de caracterização para ambos (explorando os antecedentes e as personalidades dos personagens, os relacionamentos entre eles e a dinâmica do mundo em que vivem). Essa configuração é geralmente chamada de exposição.
Mais tarde, no primeiro ato, o protagonista vivencia um evento dinâmico conhecido como incidente incitante (ou catalisador). Suas ações iniciais são lidar com esse evento e tentar restabelecer a ordem. Isso leva ao primeiro ponto de virada do enredo, em que o primeiro ato termina e uma questão dramática é levantada; por exemplo, "X desativará a bomba?" ou "Y ficará com a garota?"
O segundo ato, ou confronto, é considerado a maior parte da história. Aqui, o conflito dos personagens é mais desenvolvido (especialmente entre o protagonista e o antagonista), bem como quaisquer mudanças de valores e personalidade pelas quais um ou mais personagens possam passar (conhecido como desenvolvimento do personagem ou arco de personagem).
O terceiro ato, ou resolução, é quando o problema da história transborda, forçando os personagens a confrontá-lo, permitindo que todos os elementos da história se unam, levando ao clímax, que é a resposta à questão dramática, sendo acompanhada pelo fim do conflito.

### Kishōtenketsu
Kishōtenketsu é uma estrutura derivada principalmente de narrativas clássicas chinesas, coreanas e japonesas.
O Kishōtenketsu é dividido em quatro seções, que foram definidas e usadas de forma diferente pelas narrativas de cada uma das três culturas em que a forma é mais comumente encontrada. A primeira seção é geralmente considerada uma espécie de introdução em todas as três interpretações, embora seja entendida por cada uma delas de uma maneira diferente. A segunda pode se referir ao desenvolvimento ou ao início de uma ação relacionada à autorrealização. A terceira seção baseia-se em um ponto de virada, mudança de direção, reversão ou reviravolta. A quarta e última seção trata de um resultado ou conclusão, de uma consequência ou de uma "realização".

## História
Descrita pela primeira vez na antiguidade por filósofos gregos (como Aristóteles e Platão), a noção de estrutura narrativa ganhou popularidade renovada como conceito crítico em meados e no final do século XX, quando teóricos literários estruturalistas, como Roland Barthes, Vladimir Propp, Joseph Campbell e Northrop Frye, tentaram argumentar que todas as narrativas humanas têm certos elementos estruturais universais e profundos em comum. Esse argumento saiu de moda quando defensores do pós-estruturalismo, como Michel Foucault e Jacques Derrida, afirmaram que tais estruturas profundas e universalmente partilhadas eram logicamente impossíveis.
Em Anatomia da Crítica, de Northrop Frye, ele trata extensivamente do que chama de mitos da primavera, verão, outono e inverno:
- Os mitos da primavera são comédias, ou seja, histórias que vão de situações ruins a finais felizes. Noite de Reis de Shakespeare é uma dessas histórias.
- Os mitos do verão são fantasias utópicas semelhantes, como o Paraíso de Dante.
- Os mitos do outono são tragédias que vão de situações ideais ao desastre. Como Hamlet, Otelo e Rei Lear.
- Os mitos do inverno são distopias; por exemplo, 1984, de George Orwell e Admirável mundo novo, de Aldous Huxley.

No Grande Código de Frye, ele oferece duas estruturas narrativas para enredos:
- Uma estrutura em forma de U, isto é, uma história que começa com um estado de equilíbrio que desce ao desastre e depois sobe até uma nova condição estável. Esta é a forma de uma comédia.
- Uma estrutura em forma de U invertido, ou seja, uma história em que o protagonista ganha destaque e desce ao desastre. Esta é a forma da tragédia.

## Categorias
A maioria das formas de narrativa se enquadra em duas categorias principais: narrativa linear e narrativa não linear. Outras formas também incluem narração interativa e narrativa interativa

### Narrativa linear
A narrativa linear é a forma predominante de narração em várias mídias, incluindo literatura, cinema, televisão e teatro. Nela, os eventos da história são apresentados em uma ordem cronológica direta, seguindo uma linha temporal contínua. Os elementos da trama são dispostos de forma sequencial, desde o início da história até o seu desfecho, sem desvios significativos no tempo ou na sequência dos acontecimentos. Esse formato proporciona uma experiência narrativa clara e fácil de seguir, permitindo que os espectadores ou leitores acompanhem o desenvolvimento dos personagens e o desenrolar dos eventos de maneira linear e progressiva.
Flashbacks não são estritamente lineares, mas depende de uma compreensão fundamentalmente linear da narrativa. Um exemplo seria Cidadão Kane (1941) de Orson Welles. Embora alguns filmes pareçam abrir (muito brevemente) com o final, os filmes de flashback quase imediatamente voltam ao início da história para prosseguir linearmente a partir dali.

### Narrativa não linear
A narrativa não linear, desconexa ou disruptiva é uma técnica narrativa que apresenta os eventos de forma não sequencial e fora da ordem cronológica, utilizando-se de elipses, flashbacks, flashforwards, saltos temporais e outras técnicas disruptivas, não seguindo o padrão de causalidade direta. Essa abordagem permite aos criadores explorar temas como memória, perspectiva e causalidade de maneiras mais complexas. A narrativa não linear muitas vezes desafia os espectadores ou leitores a reconstruir a sequência dos eventos e entender as conexões entre eles, adicionando profundidade e camadas de significado à história.
O filme Pulp Fiction (1994), consiste ostensivamente em três contos, que, após uma inspeção mais detalhada, são na verdade três seções de uma história com a cronologia dividida; Quentin Tarantino constrói a narrativa sem recorrer às técnicas clássicas de flashback.
Uma tentativa ainda mais ambiciosa de construir um filme baseado em narrativa não linear é o filme Smoking/No Smoking (1993), de Alain Resnais. A trama contém desenvolvimentos paralelos, brincando com a ideia do que poderia ter acontecido se os personagens tivessem feito escolhas diferentes.
Fora do cinema, alguns romances também apresentam sua narrativa de forma não linear. A professora de redação criativa Jane Alison descreve "padrões" narrativos não lineares, como espirais, ondas e meandros em seu livro Meander, Spiral, Explode: Design and Pattern in Narrative (2019).

### Narração interativa
A narração interativa refere-se a um trabalho onde a narrativa linear é impulsionada, mas não influenciada, pela interação do usuário. Em obras de narração interativa há apenas uma narrativa, mas o método de entrega exige que o usuário trabalhe ativamente para obter a próxima parte da narrativa, ou tenha que juntar as partes da narrativa que eles possuem para formar uma narrativa coerente.
Esta é a abordagem narrativa de alguns videogames modernos. Um jogador será obrigado a atingir um objetivo, completar uma tarefa, resolver um quebra-cabeça ou terminar um nível antes que a narrativa continue.

### Narrativa interativa
A narrativa interativa é uma forma de ficção em que os usuários são capazes de fazer escolhas que influenciam a narrativa (por exemplo, através de enredos alternativos ou resultando em finais alternativos) através de suas ações. Ela é composta por uma estrutura ramificada onde um único ponto de partida pode levar a múltiplos desenvolvimentos e resultados. O princípio de todos esses jogos é que, a cada passo da narrativa, o usuário faz escolhas que avançam a história, levando a uma nova série de escolhas. Criar narrativas ou diálogos não lineares implica, portanto, imaginar um número indefinido de histórias paralelas.
Em um livro-jogo, os leitores são instruídos a ir para uma determinada página de acordo com a escolha que desejam fazer para continuar a história. Normalmente, a escolha será uma ação e não um diálogo. Por exemplo, o herói ouve um barulho em outra sala e deve decidir abrir a porta e investigar, fugir ou pedir ajuda. Este tipo de experiência interativa de uma história é possível com videogames e livros (onde o leitor é livre para virar as páginas), mas menos adaptada a outras formas de entretenimento.

## Narrativa gráfica
Uma narrativa gráfica simples, como nos quadrinhos, possui quatro estágios:
1. Uma introdução dos personagens e uma descrição de uma situação;
2. A introdução de um problema, uma oportunidade inesperada ou outra complicação na situação;
3. Uma resolução na forma de uma resposta parcial ou completa ao problema por um ou mais personagens;
4. E o desfecho, o resultado da resposta que deixa claro o sucesso, o sucesso parcial, o não sucesso ou o sucesso incerto da resposta. Esse quarto estágio também pode mostrar como a situação original mudou devido ao que ocorreu nos estágios de Complicação e Resolução da narrativa.[12]

Em uma narrativa simples, os quatro estágios aparecem em ordem. Ou seja, a sequência da narração ou apresentação segue a cronologia do que foi contado. Em uma história mais complexa, a ordem da narração pode variar. Por exemplo, uma história pode começar com o desenlace e depois apresentar a situação, a complicação e a resolução em um flashback.